# Гольдбах, Фридрих
Фри́дрих Го́льдбах (нем. Christian Friedrich Goldbach; 1763—1811) — астроном, картограф, профессор астрономии Императорского Московского университета.

## Биография

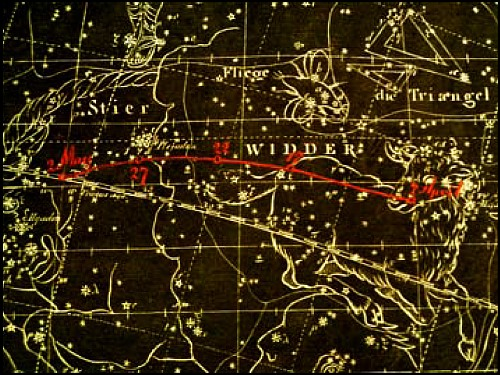
«Новый небесный атлас»

Саксонский уроженец; родился в Таухе под Лейпцигом и предположительно учился в Лейпцигском университете, но учёной степени не имел. Обучался астрономии у немецкого астронома И. Буркхардта, через которого стал известен  французскому академику Ж. Лаланду. Последний рекомендовал Гольдбаха берлинскому астроному И. Боде, с которым они в 1793 году совместно наблюдали  кольцеобразное затмение солнца.
Некоторое время Гольдбах проживал в Париже, возможно работал в Бюро долгот, сотрудником которого также был И. Буркхардт. Гольдбах работал на Зеебергской обсерватории в Готе и в Лейпциге, где занимал должность вычислителя в налоговой службе городского Совета. В 1799 году Гольдбах издал в Веймаре при поддержке директора Зеебергской обсерватории Цаха, «Новый небесный атлас» («Neuester Himmels‐Atlas»), представлявший собой 5-е издание атласа Дж. Флемстида. Гольдбах каждую карту выполнил в двух вариантах: только звезды (без координатной сетки и фигур) и в традиционном виде — с наложенными изображениями созвездий. Атлас, содержавший свыше 10 тыс. звёзд принёс Гольдбаху известность.
По рекомендации Иоганна Боде попечитель Московского университета М. Н. Муравьёв пригласил Гольдбаха в Москву для строительства университетской обсерватории. В 1804 году Гольдбах приехал в Москву и стал первым ординарным профессором астрономии Московского университета. Читал лекции (на французском языке) по сферической астрономии, гномонику (теория солнечных часов), теоретической астрономии, математической географии и гидрографии, хронологии и истории астрономии.
В одной из комнат своей профессорской квартиры он соорудил временную обсерваторию. В 1805 году он сделал доклад в Физико-медицинском обществе на тему «Рассуждение о наблюдениях за уклонением магнитной стрелки в Москве и о начертании магнитной карты в России». В ноябре 1807 года он выступил в Московском обществе испытателей природы с докладом о наблюдавшейся тогда комете и дал обзор развития знаний о кометах вообще (доклад был опубликован в «Вестнике Европы»).
Стараниями Гольдбаха были составлены планы и сметы для устройства в Москве обсерватории, было определено место для неё. Однако, начало строительства было отложено и Гольдбах обратился к геодезическим измерениям и географическим исследованиям; им были определены географическое положение Тулы и Рязани (1806), Клина, Твери, Торжка, Осташкова, Вышнего Волочка, Новгорода и Петербурга (1807) — результаты этих измерений были изданы в 1808 году в «Berliner Jahrburch» Боде (1811). В 1810 году он выполнил тригонометрическую съёмку Москвы, связав с колокольней Ивана Великого в Кремле башни, церкви и другие здания цепью триангуляционных треугольников.
Умер 11 апреля 1811 года в Москве. После его смерти преподавание астрономии в Московском университете возобновилось только в 1823 году, когда кафедру астрономии занял Д. М. Перевощиков.
Его сын, Лев Фёдорович Гольдбах окончив Московский университет, стал ботаником.